# Джаны-Арык (Ошская область)
Джаны-Арык (кирг. Жаңы-Арык) — село в Кара-Сууском районе Ошской области Кыргызстана. Административный центр Джаны-Арыкского айылного аймака.

## География
Село расположено в северо-западной части области, на левом берегу реки Куршаб, на расстоянии приблизительно 18 километров (по прямой) к востоко-юго-востоку от города Кара-Суу, административного центра района. Абсолютная высота — 985 метров над уровнем моря.

## Население
Согласно оценочным данным Национального статистического комитета Кыргызской Республики, численность населения села на начало 2023 года составляла 6986 человек.
| год     | 2009 | 2014 | 2015 | 2020 | 2021 | 2023 |
| ------- | ---- | ---- | ---- | ---- | ---- | ---- |
| человек | 5986 | 5712 | 5811 | 6592 | 6693 | 6986 |